# Mentira/Te quiero te quiero
Mentira/Te quiero te quiero è un singolo della cantante italiana Iva Zanicchi, pubblicato per il mercato spagnolo nel 1982.

## Tracce
Lato A
- Mentira - 4:00 - (Buddy Richard)

Lato B
- Te quiero,te quiero - 3:14 - (Rafael De Leòn - Augusto Alguerò)